# Campeonato Mundial de Ajedrez 2024
El Campeonato Mundial de Ajedrez 2024 fue un evento deportivo organizado por la Federación Internacional de Ajedrez (FIDE) que se disputó en Singapur del 20 de noviembre al 12 de diciembre del 2024. El evento enfrentó al chino Ding Liren, vigente campeón y al indio Dommaraju Gukesh, campeón del Torneo de Candidatos 2024; este último fue el vencedor y nuevo campeón mundial.

## Organización

### Reglas del torneo
Se juegan 14 partidas. Se dan 120 minutos para los primeros 40 movimientos, 60 para los 20 siguientes, y 15, con incremento de 30 segundos por movimiento, para el resto del juego. Se declara ganador al participante que alcance primero los 7,5 puntos. En caso de empate, se disputan 4 partidas rápidas de 25 minutos con 10 segundos de incremento y, de persistir la situación, se juegan 2 partidas relámpago de 5 minutos con 3 segundos de incremento, que se pueden repetir hasta cinco veces. Si aun así sigue el empate, se jugaría una partida en la que las blancas tendrían 5 minutos y las negras 4 minutos y la ventaja de que le bastarían tablas para ganar el campeonato.

## Calendario y resultados
Las partidas comienzan a las 17:00 hora local (UTC+08:00), que es a las 9:00 UTC.
| \| Fecha \| Evento \| \| --------------- \| ------------------------------------- \| \| 20 de noviembre \| Llegada de los jugadores \| \| 23 de noviembre \| Ceremonia de apertura y día de medios \| \| 24 de noviembre \| Día de descanso \| \| 25 de noviembre \| Partida 1 \| \| 26 de noviembre \| Partida 2 \| \| 27 de noviembre \| Partida 3 \| \| 28 de noviembre \| Día de descanso \| \| 29 de noviembre \| Partida 4 \| \| 30 de noviembre \| Partida 5 \| \| 1 de diciembre \| Partida 6 \| \| 2 de diciembre \| Día de descanso \| \| 3 de diciembre \| Partida 7 \| \| 4 de diciembre \| Partida 8 \| \| 5 de diciembre \| Partida 9 \| \| 6 de diciembre \| Día de descanso \| \| 7 de diciembre \| Partida 10 \| \| 8 de diciembre \| Partida 11 \| \| 9 de diciembre \| Partida 12 \| \| 10 de diciembre \| Día de descanso \| \| 11 de diciembre \| Partida 13 \| \| 12 de diciembre \| Partida 14 \| \| 13 de diciembre \| Desempates \| \| 14 de diciembre \| Ceremonia de clausura \| |                                       |
| Fecha | Evento                                |
| 20 de noviembre | Llegada de los jugadores              |
| 23 de noviembre | Ceremonia de apertura y día de medios |
| 24 de noviembre | Día de descanso                       |
| 25 de noviembre | Partida 1                             |
| 26 de noviembre | Partida 2                             |
| 27 de noviembre | Partida 3                             |
| 28 de noviembre | Día de descanso                       |
| 29 de noviembre | Partida 4                             |
| 30 de noviembre | Partida 5                             |
| 1 de diciembre | Partida 6                             |
| 2 de diciembre | Día de descanso                       |
| 3 de diciembre | Partida 7                             |
| 4 de diciembre | Partida 8                             |
| 5 de diciembre | Partida 9                             |
| 6 de diciembre | Día de descanso                       |
| 7 de diciembre | Partida 10                            |
| 8 de diciembre | Partida 11                            |
| 9 de diciembre | Partida 12                            |
| 10 de diciembre | Día de descanso                       |
| 11 de diciembre | Partida 13                            |
| 12 de diciembre | Partida 14                            |
| 13 de diciembre | Desempates                            |
| 14 de diciembre | Ceremonia de clausura                 |

|                  | ELO  | 1 | 2 | 3 | 4 | 5 | 6 | 7 | 8 | 9 | 10 | 11 | 12 | 13 | 14 | Puntos |
| ---------------- | ---- | - | - | - | - | - | - | - | - | - | -- | -- | -- | -- | -- | ------ |
| Dommaraju Gukesh | 2783 | 0 | ½ | 1 | ½ | ½ | ½ | ½ | ½ | ½ | ½  | 1  | 0  | ½  | 1  | 7,5    |
| Ding Liren       | 2728 | 1 | ½ | 0 | ½ | ½ | ½ | ½ | ½ | ½ | ½  | 0  | 1  | ½  | 0  | 6,5    |